# Rosier des guerres
Le Rosier des guerres est un traité historique, politique et éthique que le roi Louis XI fit rédiger par son médecin Pierre Choisnet vers 1482. Il était destiné au dauphin, futur roi Charles VIII. 

## L'auteur du Rosier des guerres
Selon Georges Bordonove, si Louis XI n’a pas écrit lui-même cet ouvrage, il l’a fortement inspiré et certaines maximes sont certainement de lui. Selon Maurice Diamant-Berger, le roi pourrait être l'auteur de l'ouvrage. 
Quoi qu'il en soit, le roi préfaça de sa main sous forme d’envoi : « Je t’envoie ce présent Roisier touchant la garde et la défense de la chose politique. Duquel Rosier, quand tu seras venu à l’âge de florissante jeunesse, tu sentiras chaque jour une rose et trouveras plus de délectation et de confort qu’en toutes les choses du monde. »

## Les maximes du Rosier des guerres
On y trouve des conseils de piété, mais aussi une véritable éthique :
- « Si l’orgueil chemine devant, honte et dommage suivent de près »
- « Chacun, s’il regarde et considère tout le temps de sa vie, trouvera qu’il aura eu plus de peine que de repos. »
- « Le monde se dérobe incontinent à qui trop se fie. »
- « Plus grande chose est de savoir seigneurier sa volonté que seigneurier le monde. »

On y trouve également des conseils, voire des recettes de gouvernement :
- « Car le roi ressemble à un grand fleuve, duquel sortent petites rivières et petits ruisseaux, et s’il est doux et net, les petites rivières et les petits ruisseaux seront nets et doux, et s’il est rude et sale, ils seront rudes et sales. »
- « Le roi doit penser à l’état de son peuple et le visiter aussi souvent comme un bon jardinier fait de son jardin. »
- « Si guerre était commencée du temps de ses ancêtres, il serait encore mieux de chercher paix ou trêves. Car en guerre ni en procès il n’y a jamais un denier de profit ».
- « Toutes les ententes et œuvres du prince doivent être en subtilités, cautèles [prudences] et agais [ingéniosité], pour décevoir [tromper] ses ennemis, et feindre vouloir faire par une matière, et faire par une autre »
- « Subtilité vaut mieux que force. »
- « Nulle nation, tant soit petite, ne peut être entièrement déconfite, si elle-même ne se discorde pas par ses discordes. »
- « Batailler est la plus périlleuse chose qui soit au monde… Car, quand on a affaire à une autre chose, on le peut bien amender après, mais quand on mépris en bataille, on ne le peut amender. »

### Édition moderne
- Le rosier des guerres, enseignements de Louis XI roy de France pour le dauphin son fils. Introduction de Maurice Diamant Berger, Paris, 1930.

### Lien
Bibliographie en ligne sur le site ARLIMA